# Barnet and Southgate College
Barnet College jest uczelnią zlokalizowaną w Londynie w dzielnicy London Borough of Barnet. 

## Oddziały
- Wood Street Centre, Barnet
- Grahame Park Centre, Grahame Park
- North London Business Park Centre
- Stanhope Road Centre, North Finchley
- Montagu Road Centre, Hendon

## Linki
- Barnet College Website